# كويتشي موريشيتا
كويتشي موريشيتا (باليابانية: 森下広一 ) (و. 1967  م) هو عداء مراثوني، ومنافس ألعاب قوى ياباني، شارك في الألعاب الأولمبية الصيفية 1992.

## روابط خارجية
- كويتشي موريشيتا على موقع الاتحاد الدولي لألعاب القوى (الإنجليزية)
- كويتشي موريشيتا على موقع اللجنة الأولمبية الدولية (الإنجليزية)
- كويتشي موريشيتا على موقع أوليمبيديا (الإنجليزية)